# Kniphofia caulescens
Kniphofia caulescens es una planta bulbosa de la familia Xanthorrhoeaceae.

## Descripción
Esta majestuosa perennifolia, resistente a las heladas, crece en altitudes de hasta 3.000 m. Los tallos, de 30 cm y de color óxido, están coronados de flores de crema a rosa coral que se vuelven amarillas y aparecen desde finales de verano hasta mediados de otoño. Las estrechas hojas son verdeazuladas. Alcanza 1,2 m de altura.

## Distribución y hábitat
Originaria de Sudáfrica, se encuentra en las praderas de los  Montes Drakensberg.

## Taxonomía
Kniphofia caulescens fue descrita por  John Gilbert Baker y publicado en Bot. Mag. 98: t. 5946, en el año 1872.
Sinonimia
- Tritoma caulescens (Baker) Carrière[5]